# Пјотр Свјерчевски
Пјотр Јарослав Свјерчевски (Piotr Jarosław Świerczewski, 8. април 1972, Нови Сонч) бивши је пољски фудбалер.

## Каријера
Током каријере, Свјерчевски је играо за Катовице, Сент Етјен, Бастија, Олимпик Марсељ, Лех Познањ, Дискоболија Грођиск Вјелкопољски и многе друге клубове.

## Репрезентација
За репрезентацију Пољске дебитовао је 1992. године, наступао и на Светском првенству 2002. године. За национални тим одиграо је 70 утакмица и постигао 1 гол.

## Статистика
| Пољска | Пољска | Пољска |
| Год.   | Ута.   | Гол.   |
| ------ | ------ | ------ |
| 1992   | 2      | 0      |
| 1993   | 10     | 1      |
| 1994   | 3      | 0      |
| 1995   | 8      | 0      |
| 1996   | 0      | 0      |
| 1997   | 7      | 0      |
| 1998   | 8      | 0      |
| 1999   | 6      | 0      |
| 2000   | 9      | 0      |
| 2001   | 9      | 0      |
| 2002   | 6      | 0      |
| 2003   | 2      | 0      |
| Укупно | 70     | 1      |